# Жабчиньская, Мария
Мария Жабчиньская урождённая Мария Зофия Зеленкевич (пол. Maria Żabczyńska; 14 сентября 1903, Сосновец близ Сендзишува – 27 января 1981, Варшава, ПНР ) — польская актриса
 театра и кино. Жена актёра Александра Жабчинского.

## Биография
С 1919 года  в Москве, где с 1919 года училась в Драматической студии Плоретариата и Камерной театральной студии, а завершила обучение в Институте Редута в Варшаве, который окончила в 1924 году. Редута под руководством Я. Остервы. Там же начала свою актёрскую карьеру. Перед началом Второй мировой войны выступала на сценах Варшавы, передвижных театральных коллективов в Быдгоще, Львове, Познани и Лодзи.
После окончания войны – актриса драматических театров Варшавы (1945-1949), позже играла в Польском театре (1949-1969, 1970-1975). Внесла большой вклад в создание Театра польского радио для детей,  более 20 лет играла в радионовелле «W Jezioranach».
Дебютировала в кино в 1934 году («Уланские свадьбы»). Снялась в девятнадцати фильмах, в том числе в шести довоенных. В двух из них: «Уланские клятвы» и «Любовные маневры»  вместе со своим мужем.
Похоронена на кладбище Воинские Повонзки.

## Фильмография
- 1934: «Śluby ułańskie» jako Agata
- 1935: «Любовные маневры» — цыганка
- 1936: «Его большая любовь» — актриса
- 1938: «Za zasłoną» — Зоха
- 1939: «Доктор Мурек» — жена Казика
- 1939/1941: «Сквозь слёзы счастья» — директор сиротского приюта
- 1948: «Пограничная улица» — жена Войтана
- 1948: «Моё сокровище» — тётя из Радома
- 1954: «Pościg» — мать Михалака
- 1955: «Дело пилота Мареша» — пассажирка самолёта
- 1955: «Trzy starty» — мать Валчака
- 1970: «Kaszëbë, legenda o miłości» — Мацеёва
- 1971: «Wiktoryna, czyli czy pan pochodzi z Beauvais?» — трактирщица
- 1973: «Janosik» — жена шляхтича
- 1974: «Zaczarowane podwórko» — бабушка
- 1975: «Żelazna obroża» — мать
- 1976: «Honor dziecka» — Матильда
- 1977: «Królowa pszczół» — бабушка
- 1977: «Kochaj albo rzuć» — судья
- 1977: «Ich czworo» — служанка